# Cydonie Mothersille
Cydonie Mothersille (Jamaica, 19 de marzo de 1978) es una atleta de Islas Caimán de origen jamaicano, especialista en la prueba de 200 m, en la que ha logrado ser medallista de bronce mundial en 2001.

## Carrera deportiva
En el Mundial de Edmonton 2001 ganó la medalla de bronce en los 200 metros, con un tiempo de 22.88 segundos, llegando a la meta tras la bahameñas Debbie Ferguson y la estadounidense LaTasha Jenkins.